# Австралийска плоча
Австралийската плоча е тектонска плоча, съставяща главно континента Австралия и околния океан. Първоначално част от древния континент Гондвана, Австралия остава свързана с Индийската и Антарктическата плоча допреди около 100 млн. години, когато Индия се отцепва и започва да се движи на север. Австралия и Антарктика започват да се отцепват преди около 85 млн. години, като преди 45 млн. години вече са напълно отделени. Австралийската плоча по-късно се свързва със съседната Индийска плоча под Индийския океан, образувайки Индо-Австралийската плоча. Все пак, последните изследвания сочат, че двете плочи отново са се разделили и са отделни плочи вече поне 3 милиона години. Австралийската плоча включва континента Австралия (плюс Тасмания) и части от Нова Гвинея, Нова Зеландия и басейна на Индийския океан.

## Граници
Североизточната част на плочата е сложна, но като цяло конвергентна граница с Тихоокеанската плоча. Тихоокеанската плоча се подпъхва под Австралийската, образувайки падините Тонга и Кермадек и съответните им островни дъги Тонга и Кермадек. Това движение повдига и източните части на новозеландския Северен остров.
Континентът Зеландия, който се отцепва от Австралия преди около 85 млн. години и се разпростира от Нова Каледония на север до Новозеландските субантарктични острови на юг, в днешно време се разцепва по дължина на трансформна граница, белязана от алпийски разлом.
Южно от Нова Зеландия границата става преходна трансформно-конвергентна граница близо до разломната зона на остров Макуори, където Австралийската плоча започва да се подпъхва под Тихоокеанската по дължина на падината Пюисегюр. Югозападно от тази падина се разпростира хребета Макуори.
Южнатата граница представлява дивергентна граница с Антарктическата плоча, наречена Югоизточен индийски хребет.
Зоната на субдукция под Индонезия не е успоредна с биогеографската Уолъсова линия, която отделя коренната фауна на Азия от тази на Австралазия. Източните острови на Индонезия са разположени главно върху Евразийската плоча, но имат има флора и фауна, сходна с тази на Австралазия.

## Произход
Възрастта на залежите по южната граница на кратона Илгарн (съставящ основната част от Западна Австралия) и циркониевите анализи поддържат хипотезата, че сблъсъците между кратоните Пилбара, Илгарн и Голър събират прото-австралийски континент преди около 1,7 млрд. години.